# Fiese
Fiesse là một đô thị thuộc tỉnh Brescia trong vùng Lombardia ở Ý. Đô thị này có diện tích 16 kilômét vuông, dân số 1930 người.
Đô thị này giáp với các đô thị sau: Asola, Casalromano, Gambara, Remedello, Volongo.